# Joan Becat i Rajaut
Joan Becat i Rajaut (Perpinyà, el Rosselló, 20 de juny de 1941) és un geògraf català.

## Biografia
Estudià geografia a la universitat de Montpeller i a la de París, i des del 1972 és professor de geografia a la Universitat de Perpinyà. Ha col·laborat amb el Centre Nacional de la Recerca Científica i en nombroses revistes i diaris com Sant Joan i Barres, l'Avui o El Punt, on ha publicat articles sobre geografia física i econòmica de la Catalunya del Nord. També fou coordinador a la Catalunya del Nord del II Congrés Internacional de la Llengua catalana i ha col·laborat en la Universitat Catalana d'Estiu.
Actualment és director del Centre de Recerques i d'Estudis Catalans (CREC) de la Universitat de Perpinyà, vicepresident de la Federació per a la Defensa de la Llengua i de la Cultura Catalanes a la Catalunya del Nord i també és membre tant d'Òmnium Cultural com de l'Institut d'Estudis Catalans des del 1991. El 2002 li fou concedida la Creu de Sant Jordi.

## Obres
- L'Indépendance de la Catalogne, quel avenir? De la dictature franquiste à l'automie et à l'autodétermination / La Independència de Catalunya, quin futur? De la dictature franquista a l'autonomia i a l'autodeterminació (2013) (versió en línia: 2014, en català, francès i espanyol)
- Atlas de Catalunya-Nord (1977)
- El bosc andorrà (1980)
- Atlas d'Andorra (1981)
- Atles toponímic de Catalunya Nord (2015)[2]

- Col·lecció Andorra:

- Andorre, vie pastorale, société et gestion traditionnelle du territoire, XIXe-XXe siècles, 2010, 374p. + 46p. annexos.
- Lexique et toponymes de l'Andorre, 2010, 201p.
- La révolution politique de l'Andorre, 1973-1993, 2010, 212p.
- Andorre, un pays pyrénéen. Le cadre physique et les formes du relief 2011, 127p.
- Aiguats et inondations exceptionnelles en Andorre au XXe siècle 2013, 163p. + 45p. i 152p. annexos.
- Le risque d'avalanche en Andorre. Études 1971-1996, 2014, 251p. Documents annexos (en català) : 1- El Serrat (23p.), 2- Pas de la Casa - Grau Roig (23p.), 3- Vall del Madriu (26p.), 4- La Massana (73p.), 5- Sobre els Camps de la Cortinada - L'Angonella (79p.), 6- Vall del Riu (57p.), 7- Montaup - Mereig (65p.), 8- Cortals d'Encamp - Les Deveses (43p.), 9- Rep - El Forn - Encampadana (45p.), 10- Soldeu -El Tarter (44p.), 11- Coma de Ransol (59p.), 12- Andorra. Allaus del 8 de febrer del 1996. (143p.)